# Arsinoe (figlia di Nicocreonte)
Arsinoe  (in greco antico: Ἀρσινόη?, Arsinóē) è un personaggio della mitologia greca, figlia di Nicocreonte di Salamina a Cipro e discendente di Teucro e di Telamone.

## Mitologia
Arsinoe fu amata da Archefonte, ma sempre respinse i suoi corteggiamenti ed uomo a cui anche lo stesso padre si rifiutò di dare in sposa in quanto discendente fenicio.
Archefonte continuò i suoi corteggiamenti cercando di conquistarla ma invano, poi cercò di corrompere una serva per ottenere un incontro con l'amata, ma quando questa riferì l'accaduto gli fu tagliata la lingua, naso e dita prima di essere cacciata di casa. E così, persa ogni speranza, Archefonte si lasciò morire di fame.
I concittadini si rammaricarono della sua morte e lo seppellirono con onore e quando Arsinoe guardò fuori dalla finestra per vedere il funerale Afrodite la trasformò in una pietra.